# Boekengilde Brederode
Boekengilde Brederode was een Vlaamse uitgeverij (1949-1972).

## Geschiedenis
In 1946-1947, pas klaar met zijn collaboratieverleden, stichtte de letterkundige Valère Depauw de uitgeverij De Belhamel. Onder deze naam publiceerde hij twee novellen:
- De aanwezigheid, door Filip de Pillecyn,
- Peer Gynt door Depauw zelf.

In 1949 richtte hij een vereniging zonder winstoogmerk op onder de naam Boekengilde Brederode. Gevestigd in Koekelberg, waar Depauw was gaan wonen, werd voornamelijk werk gepubliceerd van en over Vlaams-nationalistische auteurs, in een reeks die de naam droeg Den Vaderlandt getrouwe.
Dit behelsde onder meer de volgende werken:
- Hoe de zwarten in de hemel kwamen, door Jan den Duvel, pseudoniem van Filip de Pillecyn.
- August Borms, een leven van liefde en trouw, door  R. Math. Wijtens, pseudoniem van Robert Van Roosbroeck.
- Theo Brouns: zijn dagboek, door A. Augusteynen, pseudoniem van Lambert Swerts.
- Staf De Clercq, door H. Van Westdijk, pseudoniem van Hendrik Elias.
- In 't verre land vreselijk alleen. De laatste geschriften van Cyriel Verschaeve door R. Math. Wijtens.
- Wat ik nog te zeggen heb: Het Belgisch binnenlands beleid inzake de handhaving van de openbare orde gedurende de Duitse bezetting, 1940-1944, door Emile Van Coppenolle.
- Langs overwoekerde paden, door Knut Hamsun.
- Opdracht in Berlijn door Sven Hedin.
- Hebben alle vogelen hun nest, door Valère Depauw.
- Dood met de kogel: Leo Vindevogel, door Valère Depauw.

Het boek van de pas uit de gevangenis ontslagen voormalige rijkswachtkolonel Emile Van Coppenolle veroorzaakte gerechtelijke moeilijkheden en inbeslagnemingen, die het stopzetten van de uitgeversactiviteit veroorzaakten. De auteurs die publicatieverbod hadden opgelopen en onder pseudoniem bij Depauw publiceerden, waren ondertussen meestal in ere hersteld en konden opnieuw onder hun eigen naam en meestal bij hun vroegere uitgevers naar buiten komen.
Depauw was begin jaren 1950 met zijn gezin verhuisd naar Sint-Job-in-'t-Goor, waar hij een vervallen hoeve had aangekocht en gerestaureerd. De vzw Boekengilde Brederode werd pas in 1972 formeel ontbonden, hoewel na 1956 niets meer onder die uitgeversnaam werd gepubliceerd.